# Pressefoto Hessen
Pressefoto Hessen ist ein Preis, den jährlich seit 2023 der Landesverband Hessen im Deutschen Journalisten-Verband (DJV) für die besten Pressefotografien von Journalisten aus dem Bundesländern auslobt. Er ist der Nachfolger vom Journalistenpreis „PresseFoto Hessen-Thüringen“, der zuvor zusammen mit dem Landesverband Thüringen vergeben wurde. Die von einer Fachjury in verschiedenen Kategorien prämierten Fotos werden jeweils im Rahmen einer Wanderausstellung an verschiedenen Standorten in Hessen, aber auch in der Landesvertretung in Berlin gezeigt. Der Preis ist mit insgesamt 3.500 Euro dotiert. Die Schirmherrschaft übernimmt die Landtagspräsidentin von Hessen, Astrid Wallmann.
Das Hauptziel besteht darin, die Arbeit professioneller Pressefotografen zu unterstützen.

## Wettbewerb
Beim jährlich durchgeführten Foto-Wettbewerb wird das „Foto des Jahres“ gewählt. Neben der Wahl zum Foto des Jahres werden Preise in den folgenden Kategorien vergeben:
- Beste Serie
- jahresbezogenes Sonderthema
- Land & Leute
- Sport & Freizeit
- Umwelt & Klima

In jeder Kategorie wird jeweils ein Preis vergeben. Zudem können besondere Beiträge, die bei der Preisvergabe nicht berücksichtigt wurden, eine „Anerkennung“, also eine ehrenvolle und besondere Erwähnung, erhalten. Dies entspricht in etwa den Plätzen zwei und drei in der jeweiligen Kategorie.

## Liste der Preisträger

### Preisträger 2023
| Kategorie                    | Fotograf             | Ort               | Medium                                    | Bildtitel                             | Motiv | Weblink |
| ---------------------------- | -------------------- | ----------------- | ----------------------------------------- | ------------------------------------- | --- | ------- |
| Foto des Jahres              | Frank Rumpenhorst    | Frankfurt am Main | Freier Fotojournalist                     | Bye bye Biblis                        | Ein Kühlturm des Atomkraftwerkes Biblis wird für den Rückbau gesprengt. | Bild    |
| Land & Leute                 | Boris Roessler       | Frankfurt am Main | dpa                                       | Moderne Sklaverei                     | Streikende LKW-Fahrer sitzen auf der Ladefläche eines LKW und spielen Karten. Die aus Osteuropa stammenden Fahrer harren seit vier Wochen auf dem Parkplatz der Raststätte Gräfenhausen in ihren LKW aus und warten auf die Auszahlung ihres Lohnes.    | Bild    |
| Sport & Freizeit             | Jan Hübner           | Rödermark         | Freier Sportfotograf                      | Headbanger                            | Carsten Wehlmann (Sportlicher Leiter SV Darmstadt 98) macht am 29. August 2023 den Headbanger bei der Aufstiegsfeier von Darmstadt 98. | Bild    |
| Umwelt & Klima               | Samira Schulz        | Wiesbaden         | Freie Fotografin                          | Friday for Future Wiesbaden           | Fridays For Future Wiesbaden – Demo von Friday for Future in Wiesbaden im Bereich Bahnhofsplatz Wiesbaden. | Bild    |
| Anerkennung Land & Leute     | Boris Roessler       | Frankfurt am Main | dpa                                       | Wohl bekomm’s                         | Markus Söder, CSU-Ministerpräsident Bayern und Boris Rhein, CDU-Ministerpräsident von Hessen halten bei der Besichtigung der Brauerei Glaabsbräu in Seligenstadt Bierkrüge in den Händen. Am 8. Oktober werden in beiden Ländern neue Landtage gewählt. | Bild    |
| Anerkennung Land & Leute     | Hans-Hubertus Braune | Fulda             | Redakteur& Fotograf Osthessen News        | Herausforderungen im ländlichen Raum  | ”Macht mal Glasfaser” steht auf einem Schild, welches vor einem verriegelten Fenster eines scheinbar verlassenen Haus hängt. | Bild    |
| Anerkennung Sport & Freizeit | Frank Rumpenhorst    | Frankfurt am Main | dpa                                       | Mit letzter Kraft                     | Ein Teilnehmer der Radralley „Redbull Hill Chasers“ kämpft sich mit letzter Kraft am Publikum vorbei ins Ziel. | Bild    |
| Anerkennung Sport & Freizeit | Bernd Kammerer       | Frankfurt am Main | Bildjournalist                            | Abkühlung                             | Ein Mann springt zur Abkühlung bei sommerlichen Temperaturen von über 30. Grad in einen See. | Bild    |
| Anerkennung Umwelt & Klima   | Arne Dedert          | Frankfurt am Main | Redakteur und Bildjournalist dpa          | Ständig unbeständig                   | Eine Unwetterfront zieht am späten Nachmittag über Frankfurt am Main. | Bild    |
| Anerkennung Umwelt & Klima   | Margit Bach          | Weilburg          | Freie Mitarbeiterin Weilburger Tagesblatt | Geliebt, beschützt und doch am Altern | Ein alter beschnittener Baum, bemalt mit einem Herzen und umrandet von einer Schutzleitplanke, steht einsam an einer Landstraße. | Bild    |

### Preisträger 2024
| Kategorie                          | Fotograf               | Ort               | Medium                               | Bildtitel                        | Motiv | Weblink |
| ---------------------------------- | ---------------------- | ----------------- | ------------------------------------ | -------------------------------- | --- | ------- |
| Foto des Jahres                    | Samira Schulz          | Wiesbaden         | Freie Fotografin                     | Schornsteinfegerin               | Eine Schornsteinfegerin auf dem Dach. | Bild    |
| Land & Leute                       | Michael Braunschädel   | Frankfurt am Main | Freier Fotograf                      | Projekt Aurora                   | Eine Frau mit ampotierten Bein und Protese steht vor einer Gruppe Ärzte.                                                                 | Bild    |
| Sport & Freizeit                   | Florian Abs            | Frankfurt am Main | Freier Sport- und Pressefotograf     | Machtlos                         | Der Fotograf hat durch das Netz eines Fussballtor fotografiert, wie ein Torwart den Ball nicht halten kann.                              | Bild    |
| Umwelt & Klima                     | Nadine Weigel          | Rauschenberg      | Bildredakteurin Oberhessische Presse | Pferdestärke                     | Ein Pferd zieht im Wald gefällte Bäume.                                                                                                  | Bild    |
| Wirtschaft & Mobilität             | Guido Schiek           | Otzberg           | Fotograf „Echo Zeitungen“            | Kaufhof Scrabble                 | Einzelne Buchstaben des Werbeschilds "Kaufland" stehen im Eingangsbereich durcheinander gewürfelt.                                       | Bild    |
| Anerkennung Land & Leute           | Christian Lademann     | Wettenberg        | Freier Fotograf                      | Unter vier Augen                 | Nancy Faeser unterhält sich mit Kevn Kühnert unter veier Augen und hält sich den Kopf dabei.                                             | Bild    |
| Anerkennung Land & Leute           | Maximilian von Lachner | Frankfurt am Main | Freier Fotograf                      | Ruhe                             | Zwei Männer stehen mit dem Gesicht zur Wand und werden von vier Polizisten verhaftet.                                                    | Bild    |
| Anerkennung Sport & Freizeit       | Boris Roessler         | Frankfurt am Main | dpa                                  | Down by the riverside            | Eine Gruppe von MEnschen stehen auf einzelnen Paddeln und schwimmen im Gegenlicht auf dem Man auf die Skyline von Frankfurt am Main zu.  | Bild    |
| Anerkennung Sport & Freizeit       | Dirk Zengel            | Modautal          | Freier Fotojournalist                | Kleine Bühne unter freiem Himmel | Die Aufnahme zeigt von oben eine Gruppe Menschen, die eine Bauchtänzerin zuschauen.                                                      | Bild    |
| Anerkennung Umwelt & Klima         | Bernd Kammerer         | Frankfurt am Main | Bildjournalist                       | Liebesspiel                      | Ein Storchpaar im Nest beim austauschen von intimitäten.                                                                                 | Bild    |
| Anerkennung Umwelt & Klima         | Thorsten Richter       | Marburg           | Bildredakteur                        | Engel                            | Robert Habeck steht an dem Redepult der Grünen und breitet seine Hände aus.                                                              | Bild    |
| Anerkennung Wirtschaft & Mobilität | Lando Hass             | Frankfurt am Main | Freier Fotojournalist                | Wintereinbruch am Flughafen      | Ein Streuwagen ist im Winter im Einsatz auf dem Rollfeld am Flughafen, während hinter ihm ein Flugzeug auf den Einsatz vorbereitet wird. | Bild    |
| Anerkennung Wirtschaft & Mobilität | Arne Dedert            | Frankfurt am Main | Redakteur und Bildjournalist dpa     | Die Zeit läuft                   | Ein Beustellenmitarbeiter transportiert in einer Schubkarre eine große Bahnhofsuhr.                                                      | Bild    |